# Mette Ivarsdotter (Dyre)
Mette Iversdotter (Dyre), född senast 1465 i Tirsbæk på Jylland, död omkring 1530, senast 1533, var en nordisk adelskvinna, gift med Sveriges riksföreståndare Svante Nilsson. 
Hon var dotter till den danske riddaren Iver Jenssen (Dyre) (–1465), till Tirsbæk, länsherre vid Korsør, och Cristine Persdotter (Oxe) (–1503). Under sin tid som gift med Sveriges riksföreståndare tillmättes hon inflytande över politiken genom sin make. Mette utsattes under sin livstid för hätska förtalskampanjer och anklagades bland annat för delaktighet i Sten Sture den äldres död. Styvsonen Sten Sture den yngre anklagade henne för att ha stulit allt silver och guld han borde ha ärvt efter sin mor och han drog till sig de gårdar som hon fått i morgongåva. 1515 blev hon tvungen att avstå från dem mot ett kompensationsbelopp som Sten Sture deponerade för henne hos Stockholms borgmästare, men som aldrig betalades ut till henne. Slutligen flydde hon till Danmark, där hon blev förestånderska för S:ta Agnetas kloster i Roskilde och fick också biskoplänet Hørby. Ett 40-tal av Mettes brev, bland andra till hennes tredje make Svante Nilsson, har bevarats till vår tid.
- Gift 1) tidigast 1483 (Sollied) med riddaren och norska riksrådet Anders van Bergen
- Gift 2) senast 1499 Knut Alvsson (Tre Rosor)
- Gift 3) 17 nov 1504 i Stockholm med Svante Nilsson (Sture)